# Orthetrum brunneum
Orthetrum brunneum és una espècie d'odonat anisòpter de la família dels libel·lúlids.

## Distribució i hàbitat
S'estén per tota la regió mediterrànea, incloent la majoria d'illes del Mediterrani, nord d'Àfrica i Àsia Menor. La seva distribució arriba a punt de l'Europa Central. Es troba en zones properes a rierols i rases amb poca vegetació, llocs on es desenvolupen les larves.

## Descripció
L'adult supera els 4 centímetres de llargària i els 7 d'envergadura alar. Presenta un dimorfisme sexual fàcilment visible. El mascle té un color blau intens, mentre que la femella el té groguenc (tot i que, com passa amb altres espècies, hi ha exemplars andromorfs que són blavosos). Pterostigma marró o groguenc.
|  |  |  |

## Comportament
Els mascles són agressius i territorials, defensen el territori d'altres mascles i copulen amb les femelles que s'hi endinsen. Durant l'oviposició, la femella deixa anar els ous a l'aigua i pot anar acompanyada o no amb el mascle formant un tàndem.